# Mausoleo de los Mártires de Artemisa
El Mausoleo de los Mártires de Artemisa es un conjunto monumental y recinto mortuorio construido en 1977 en la ciudad de Artemisa (Cuba) en homenaje a los combatientes artemiseños caídos en el asalto al cuartel Moncada en Santiago de Cuba en 1953, acción comandada por Fidel Castro que se considera el inicio de la Revolución Cubana, que triunfaría en 1959. 
El monumento incluye también otros tres héroes de Artemisa que tomaron parte en aquella acción y cayeron en combate posteriormente durante la guerra en la Sierra Maestra. Este mausoleo es un símbolo de la provincia de Artemisa. Fue la primera obra conmemorativa de carácter funerario construida en el período revolucionario y fue declarado Monumento Nacional de Cuba en 1987.

## Historia de su creación
En 1976 se realizó en Santiago de Cuba un proyecto para perpetuar la memoria de los caídos en la acción del 26 de julio. A petición de los familiares de los combatientes artemiseños que tomaron parte en esa gesta, fue aprobada por el gobierno la construcción de un monumento ubicado justamente en Artemisa. Se encomendó la tarea a un equipo compuesto por los arquitectos Augusto Rivero, Marcial Díaz y María Dolores Espinosa. La obra fue inaugurada con motivo del aniversario XXIV de los hechos, por Fidel Castro, el 16 de julio de 1977.

## Concepción arquitectónica conmemorativa
El monumento no se concibió como una obra de marcada función ritual, por el contrario debía verse como una obra vigente, representando la  permanencia de las ideas de los héroes en la vida cotidiana, de proyección de hacia la comunidad que los vio nacer. 
El Cubo de la Victoria es la obra distintiva del Mausoleo. El mismo se  sitúa sobre la lápida de grandes proporciones, revestida de granito, que cobija la sala funeraria. En la cara frontal del cubo se muestra un vitral con la conocida imagen de la victoria con Fidel Castro y un grupo de rebeldes en la Sierra Maestra alzando sus fusiles.

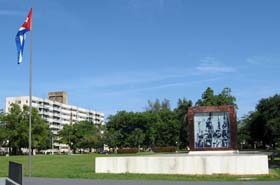
Mausoleo de los Mártires de Artemisa, caídos en combate durante el Asalto al Moncada o en la Sierra Maestra

A la sala funeraria se accede mediante un túnel que constituye la entrada del monumento, cuyas paredes están cubiertas de bajorrelieves de 
barro cristalizado con imágenes históricas de la época batistiana y relativas a la acción del Movimiento 26 de Julio y a José Martí, reclamado como autor intelectual del asalto.   
La sala funeraria contiene los nichos con los restos mortales de los combatientes colocados en paredes inclinadas, en forma de talud. La sala no está completamente cubierta por la lápida que le sirve de techo, de modo que quedan aberturas al exterior sobre los taludes donde se incrustan los nichos que permiten que entre el aire, la luz, las hojas desprendidas de los árboles y la lluvia en singulares cascadas. En el centro de la sala se halla un nicho central, en el cual se depositan flores en homenaje a los caídos. 
Por último, debajo del Cubo se encuentra una sala-museo con exposiciones históricas y piezas pertenecientes a los asaltantes. La salida en forma de escalera de caracol con una puerta en la fachada lateral del Cubo.
Junto a la entrada un muro con una frase de Fidel Castro, tomada del Alegato La historia me absolverá, recibe al visitante: "Mis compañeros, además, no están ni olvidados ni muertos: viven hoy más que nunca, y sus matadores han de ver aterrorizados como surge de sus cadáveres el espectro victorioso de sus ideas."

## Otros monumentos del complejo
El complejo monumentario comienza en la Carretera Central entre Guanajay y Artemisa con varios túmulos conmemorativos dispuestos en la parte derecha de la carretera (de Artemisa hacia La Habana) que indican la partida de los asaltantes hacia Santiago de Cuba. Los túmulos tienen en total 17 cubos de mármol en su cima, cada uno con el nombre de un héroe. Se escogió este elemento geométrico por ser el más simple y puro, como representación de las ideas por las cuales lucharon. 
El 17 de enero de 2000, tras una reparación capital, al monumento le fue agregado un nuevo panteón, donde descansan los restos de combatientes artemiseños que intervinieron en las acciones del 26 de julio o la Sierra Maestra, fallecidos después del triunfo de la Revolución de 1959.

## Restos mortales de los combatientes
Caídos en el Asalto al Moncada y al cuartel Carlos Manuel de Céspedes en Bayamo el 26 de julio de 1953:
1. Tomás Álvarez Brito
2. Antonio Betancourt Flores
3. Flores Betancourt Rodríguez
4. Gregorio Careaga Medina
5. Rigoberto Corcho López
6. Alfredo Corcho Cinta
7. José Costa Velázquez
8. Guillermo Granados Lara
9. Emilio Hernández Cruz
10. José A. Labrador Díaz
11. Marcos Martí Rodríguez
12. Carmelo Noa Gil
13. Ismael Ricondo Fernández
14. Lázaro Hernández Arroyo

Caídos en la Sierra Maestra:
1. José Ramón Martínez Álvarez
2. Julio Díaz González
3. Ciro Redondo García